# Gedan-no-kamae
Gedan-no-kamae (下段の構え Hiragana: げだんのかまえ?), abbreviata frequentemente in gedan, occasionalmente in gedan-gamae, è una delle 5 posture del kendo: jōdan, chūdan, gedan, hassō, e waki. Gedan-no-kamae significa "postura a livello basso." Questa posizione è adottata quando la spada è tenuta di fronte al corpo puntando alla vita nel kendo, oppure, nel kenjutsu, alle ginocchia o più raramente alle caviglie.

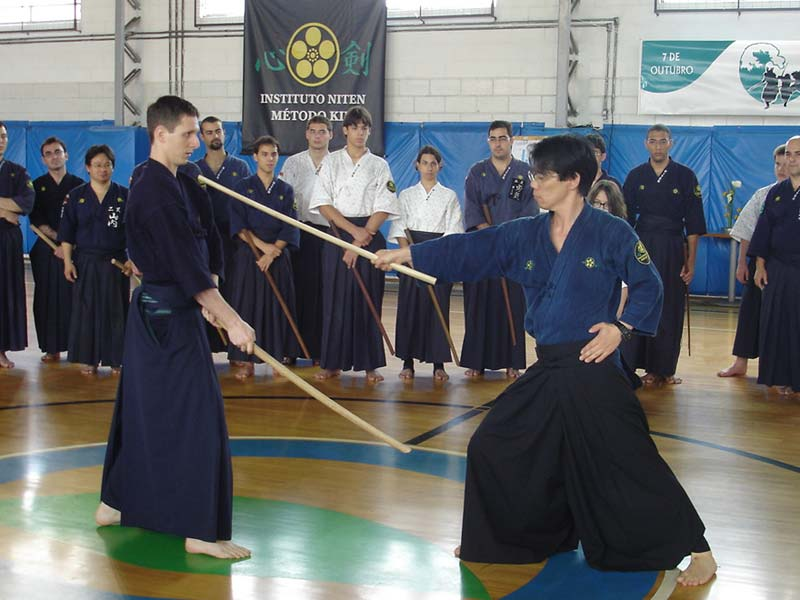
Praticanti della scuola di kenjutsu Hyōhō Niten Ichi-ryū che dimostrano un kata. L'uomo a sinistra è in gedan-no-kamae.

È considerato una variante della chūdan-no-kamae e quindi appare come una postura difensiva, ma invece è usata per deviare i colpi e creare opportunità di colpire. Questa posizione è usata come transizione da chūdan-no-kamae a tsuki (spinta alla gola). È chiamata anche Kamae Della Terra (地の構え?, chi-no-kamae)  nel Yagyū Shinkage-ryū .

## Scuole europee di spada
La scuola tedesca di scherma si riferisce a questa posizione come alber " guardia dello stolto "; in quanto serve ad adescare gli stolti con apparente debolezza.
Gedan-no-kamae è chiamata porta di ferro larga nella scuola italiana di spada . la porta di ferro si riferisce alle posizioni in cui la spada è tenuta sopra il ginocchio anteriore. La posizione larga ha la punta rivolta verso il basso, mentre la posizione stretta ha la punta rialzata.